# Arnor
Arnor è un regno di Arda, l'universo immaginario fantasy creato dallo scrittore inglese J. R. R. Tolkien. Il nome deriva dalla lingua Sindarin ed essere composta da Ara- (reale) e -ndor (terra, regione): "Terra del Re". Comprendeva buona parte dell'Eriador e confinava con i territori elfici del Lindon e di Gran Burrone, nonché con le città dei Nani negli Ered Luin e a sud, seguendo il fiume Inondagrigio, con il regno di Gondor.
Vi sono vari riferimenti ad Arnor nelle opere di Tolkien raccolte e pubblicate dal figlio, se ne parla nei Racconti perduti e nei Racconti ritrovati nonché in altre raccolte disponibili solo in lingua inglese.

## Premesse alla fondazione
Durante la Seconda Era Númenor, un'isola donata dai Valar agli Edain come ricompensa per l'aiuto determinante durante le guerre contro Morgoth, posta fra la Terra di Mezzo e Valinor, fu sommersa per punizione, avendo i suoi abitanti (i Númenóreani) tentato di invadere Valinor stessa (come narrato molto approfonditamente nell'Akallabêth). I superstiti tra i dùnedain detti i fedeli (quasi tutti uomini del partito di Amandil ed Elendil che a Númenor rimasero fedeli alle antiche tradizioni, negli ultimi decenni del regno di Ar-Pharazon) formarono dei nuovi regni detti "in esilio" nella Terra di Mezzo; di questi Arnor fu il primo "Regno in Esilio" degli Uomini nella Terza Era, mentre il secondo fu Gondor, al Sud.

## Il Regno Númenóreano del Nord
Arnor venne fondato da Elendil negli anni successivi all'inabissamento di Númenor, e popolato con i Dúnedain superstiti dell'Akallabêth; numerosi numenoreani abitavano già da secoli nella regione, immigrati dalle colonie lungo le coste del Minhiriath (la maggiore delle quali era Vinyalondë, nota più tardi come Lond Daer), così come una grande quantità di uomini di origine locale, assimilati alla cultura númenóreana, i quali costituivano la maggioranza della popolazione.
Nei primi tempi il regno mantenne saldi i suoi legami con l'altro Regno in Esilio, Gondor, anch'esso nato come conseguenza della fine di Númenor, affidato a Meneldil figlio di Anárion dallo zio Isildur poco prima di partire per il Nord e morire nell'imboscata dei Campi Iridati.
Arnor prosperò durante i primi secoli della Terza Era, espandendosi verso sud e verso ovest, fino al Lindon e al Gwathló; i Dúnedain, dal nucleo originario intorno ad Annúminas e al lago Nenuial, si moltiplicarono e colonizzarono le vaste regioni del Minhiriath e dell'Arthedain e le colline e le brughiere tra il Mitheithel e il Bruinen, fondando numerose città ed insediamenti. Oltre ai Númenóreani sopravvissuti all'Akallabêth, ad Arnor risiedevano storicamente consistenti gruppi di uomini locali, imparentati comunque coi numenoreani in quanto discendenti degli Edain della Prima Era (in particolare da quelli della Casa di Hador che mai avevano attraversato gli Ered Luin o che successivamente erano ritornati indietro) e di popoli a loro affini; col trascorrere dei secoli, i Dúnedain si mescolarono con gli eriadoriani indigeni, fino a divenire un unico popolo indistinguibile.
Le città principali erano Annúminas, sulle rive del lago Nenuial che fu la prima capitale, che poi venne spostata a Fornost, detta Roccanorda nelle colline dell'Arthedain; vi erano Brea nelle colline del Nord, Tharbad sulle rive del Gwathló.

## Re di Arnor
I re dimorarono prima nella città di Annúminas e successivamente a Fornost. Arnor era alleato con il regno númenóreano meridionale (nonostante successivamente crebbero discordie), chiamato Gondor, ed i re dei due reami discendevano da un'unica nobile famiglia, che nella Seconda Era fu quella dei Signori di Andúnië nell'isola di Númenor. Primo Re di Arnor fu infatti Elendil l'Alto, figlio di Amandil, ultimo Sire di Andúnië. Elendil affidò il regno di Gondor ai propri figli Isildur ed Anárion.
Alla fine della Seconda Era ebbe luogo la grande guerra dell'Ultima Alleanza di Uomini ed Elfi contro Sauron, il quale venne sconfitto dacché Isildur gli tagliò dito ed Anello con Narsil, la spada del padre. Nella battaglia tuttavia perirono sia Elendil che Anárion. Isildur quindi istruì Meneldil, figlio del fratello defunto, e lo fece Re di Gondor. Nell'anno 2 T.E. Isildur intraprese il suo viaggio di ritorno al nord, ma subì un'imboscata degli Orchi, che uccisero lui ed i suoi tre figli maggiori. Re di Arnor divenne quindi Valandil, quartogenito di Isildur, che, ancor giovane, era rimasto al sicuro a Gran Burrone durante la guerra e le vicende immediatamente successive.
Questi furono i re che si succedettero nel Reame Unito di Arnor, detti Alti Re di Arnor o Re del Reame Unito. Le date indicate si riferiscono alla durata del loro regno.
1. Elendil, 3320 S.E. – 3441 S.E
2. Isildur, 3441 S.E. – 2 T.E.
3. Valandil, 2 T.E. – 249 T.E.
4. Eldacar, 249 T.E. – 339 T.E.
5. Arantar, 339 T.E. – 435 T.E.
6. Tarcil, 435 T.E. – 515 T.E.
7. Tarondor, 515 T.E. – 602 T.E.
8. Valandur, 602 T.E. – 652 T.E.
9. Elendur, 652 T.E. – 777 T.E.
10. Eärendur, 777 T.E. – 861 T.E.

Tutti i sovrani vissero un'esistenza lunga e pacifica, eccetto Re Valandur che morì in una spedizione militare, forse contro i Troll o contro gli Orchi. A differenza di Gondor, l'espansione di Arnor fu pressoché pacifica e contenuta, limitata a regioni abitate da Dúnedain di Númenor o da popolazioni comunque affini ed amiche, che vivevano in pace e prosperavano coi commerci e con le arti manuali, come ad esempio i Nani degli Ered Luin o gli Elfi del Lindon e di Gran Burrone. Eccetto che per alcune zone del Rhudaur, il regno era pressoché totalmente civilizzato e caratterizzato da un alto tenore di vita e da una diffusa prosperità.
I primi nove secoli del regno furono sostanzialmente caratterizzati da una pace diffusa e da buoni rapporti sia con gli stati vicini che col Reame di Gondor.

### I Re dell'Arthedain
Dopo Eärendur, il reame di Arnor si scisse in tre regni, ma solo in quello dell'Arthedain i Dúnedain mantennero salda la dinastia e non decaddero pochi secoli dopo come nel Cardolan e nel Rhudaur (e qui i Re continuarono a portare il titolo di "Re di Arnor", oltre che dell'Arthedain). 
Nell'anno 1356 T.E., morti i discendenti di Eärendur sia nel Cardolan che nel Rhudaur, Argeleb I Re dell'Arthedain reclamò il titolo di Re di tutti i territori di Arnor. Così i re dell'Arthedain vennero annoverati tra i re di Arnor.
Questi dunque furono i re che si succedettero nel regno dell'Arthedain. Le date indicate si riferiscono alla durata del loro regno.
1. Amlaith (primogenito di Eärendur), 861 T.E. – 946 T.E.
2. Beleg, 946 T.E. – 1029 T.E.
3. Mallor, 1029 T.E. – 1110 T.E.
4. Celepharn, 1110 T.E. – 1191 T.E.
5. Celebrindor, 1191 T.E. – 1272 T.E.
6. Malvegil, 1272 T.E. – 1349 T.E.
7. Argeleb I, 1349 T.E. – 1356 T.E.
8. Arveleg I, 1356 T.E. – 1409 T.E.
9. Araphor, 1409 T.E. – 1589 T.E.
10. Argeleb II, 1589 T.E. – 1670 T.E.
11. Arvegil, 1670 T.E. – 1743 T.E.
12. Arveleg II, 1743 T.E. – 1813 T.E.
13. Araval, 1813 T.E. – 1891 T.E.
14. Araphant, 1891 T.E. – 1964 T.E.
15. Arvedui, 1964 T.E. – 1975 T.E.

Arvedui fu l'ultimo Re del regno dei Dúnedain al nord. Dopo di lui cessò di esistere il Regno di Arnor. La stirpe dei re comunque si conservò intatta, a differenza che a Gondor, ed il primogenito di Arvedui, a nome Aranarth, divenne il primo dei Capitani dei Dúnedain. L'ultimo dei Capitani, circa mille anni dopo, fu Aragorn II, che all'epoca della Guerra dell'Anello tornò ad essere il Re degli Uomini e dei Regni Uniti di Arnor e Gondor col nome quenya di Elessar, seguito da suo figlio Eldarion.

### I Re del Cardolan
Dopo la secessione del Cardolan e l'insediamento di Thorondur, secondogenito di Eärendur, a Minas Girithlin, sappiamo che la linea di Isildur si mantenne salda nel Cardolan per alcuni secoli fino al 1349  della Terza Era. Morto l'ultimo discendente di Isildur nel Cardolan, infatti, essendo la casata estinta anche nel Rhudaur, Argeleb I dell'Arthedain reclamò la signoria su tutto l'Arnor.
Sappiamo poco del valore delle gesta dei sovrani del Cardolan discendenti di Eärendur, sebbene vi siano stati almeno nove sovrani di cui otto della Casa di Isildur, ovvero
1. Thorondur (861 - 936 T. E.) "il Magnifico"
2. Turambar del Cardolan (936 - 1001 T. E.)
3. Ciryon (1001 - 1079 T. E.)
4. Tarandil (1079 - 1153 T. E.)
5. Calimendil (1153 - 1235 T. E.)
6. Tarcil (??? - ??? T. E.)
7. Tarastor (??? - 1332 T. E.) - fine della Casa di Isildur del Cardolan
8. Minalcar (Dunadan, ma non discendente di Isildur)
9. Altro/i sovrano/i non discendente da Isildur fino all'invasione da parte di Angmar.

### I Re del Rhudaur
La linea di Isildur nel Rhudaur, discendente dal principe Aldarion che si insediò nel borgo di Cameth Brin dopo la secessione, fu sempre debole e con pochissimo potere, essendo insidiata e contestata non solo dai nemici esterni (Orchi di Gundabad e successivamente dal Re Stregone di Angmar), ma anche da nemici interni quali i Baroni Dúnedain locali e gli Uomini delle Colline, che costituivano la maggioranza della popolazione.
La linea di Isildur di Cameth Brin, dopo aver perso e recuperato il potere più volte, si estinse dunque molto presto nel Rhudaur, con la regina Elwen (o Elewen, a seconda delle versioni) nel 1307, ben prima della Casa di Isildur di Minas Girithlin, regnante nel Cardolan.
Sono noti pochi nomi di sovrani del Rhudaur, ma si sa che ci furono una dozzina di sovrani di cui almeno sei appartenenti alla Casa di Isildur. Tra coloro che regnarono non discendendti di Isildur il più famoso è Rhugga l'Usurpatore, un uomo delle colline che prese il potere dopo Forodacil e governò dispoticamente; tuttavia il suo nome non è ricordato nel novero dei sovrani.
I restanti sovrani dopo Elwen furono Uomini delle Colline, re fantocci nelle mani di Angmar.
1. Aldarion (861 - 951 T. E.)
2. Orodreth (??? - ??? T. E.)
3. Eldathorn (??? - 1031 T. E.)
4. Eldarion (1031 - 1107 T. E.)
5. Forodacil (1107 - 1179 T. E.)
6. Elwen (1231-1307)
7. Aldor, fratellastro di Elwen, non di sangue puro
8. Elagost, fratellastro di Elwen, non di sangue puro
9. Numerosi sovrani, fantocci di Angmar

## Lo smembramento del regno
Dopo la morte dell'Alto Re Eärendur i tre figli Amlaith, Aldarion e Thorondur, che rivendicavano il trono, si accordarono e divisero il regno in tre stati distinti: Amlaith di Fornost, il primogenito, ebbe l'Arthedain, il nucleo originario di Arnor comprendente le regioni del Nord da Forochel fino alla foce del Baranduin; Thorondur il Magnifico, secondogenito e tuttavia il più capace ed abile dei tre, si prese i territori del sud composti da collinette, brughiere e dalle vaste praterie del Minhiriath fino al mare, ascendendo al trono del Cardolan; per ultimo, il terzogenito principe Aldarion si insediò nella città fortificata di Cameth Brin e divenne Re del Rhudaur, il regno più piccolo e instabile dei tre secessionisti, composto dai territori più impervi e selvaggi del fu Arnor, mai sottomessi e colonizzati completamente dai Dúnedain.
La Casa di Isildur, inizialmente prospera in tutti e tre i regni, ben presto declinò rapidamente nel Rhudaur e più tardi anche nel Cardolan; quando negli altri due regni ogni discendente di Isildur non fu più sul trono, re Argeleb I dell'Arthedain, dove la linea si mantenne sempre ininterrotta e il potere reale saldo, reclamò la signoria su tutto l'Arnor; in virtù di ciò, i suoi discendenti anteposero la radice 'ar(a)' nel loro nome.
La minaccia di Angmar fu il colpo di grazia al traballante potere degli Uomini dell'Ovest nell'Eriador, già provato dalle tre secessioni, dalle guerre fratricide e dalla Grande Epidemia. Il primo regno a cadere sotto Angmar fu il Rhudaur, seguito poco dopo dal Cardolan, il cui ultimo principe dúnadan, non appartenente alla Casa di Isildur, tentò una ormai inutile federazione con l'Arthedain nelle prime fasi dell'invasione agmariana. Il Re Stregone di Angmar sconfisse poi Arvedui dell'Arthedain, e gli ultimi Dúnedain di tale regno non ricostruirono lo Stato e le istituzioni feudali dopo la guerra. La distruzione della capitale Fornost causò la fine formale del potere politico dei Númenóreani al Nord, che devolvettero nei Raminghi del Nord.

### Arthedain
Esso è uno dei tre regni sorti dalle scissione del regno di Arnor, insieme al Cardolan e al Rhudaur.
La capitale dell'ex regno del Nord si trovava nell'Arthedain: in origine era Annúminas, sul lago Nenuial, ma poi venne spostata a Fornost Erain, anch'essa comunque caduta in rovina come la maggior parte delle roccaforti nordiche.
L'Arthedain si estendeva dagli Ered Lindon fino al Baranduin, che fungeva da confine meridionale.
Comprendeva anche quelli che in seguito sarebbero divenuti i territori della Contea e, a periodi alterni, la grande fortezza di Colle Vento.
Al nord si affacciava sulla Baia di Forochel, e a sud per una breve linea di costa sul Grande Mare Belegaer.
Era composto da verdi praterie e campi coltivati, nonché da colline e vigne; nel Nord, verso Fornost, vi si stendevano vaste brughiere, e nell'estremo settentrione vi erano anche i ghiacci.
Come in tutte le regioni di Arnor, la gente di questa terra fu sempre oppressa da innumerevoli pericoli provenienti da nord, tra i quali Orchi, troll e Spettri dei Tumuli, senza dimenticare il terribile Re Stregone di Angmar, che più avanti nel tempo si rivelerà il Signore dei Nazgûl.
L'Arthedain fu sicuramente il più potente e maestoso dei tre regni, e infatti vi rimase intatta la linea di Isildur, che si estinse invece pochi secoli dopo nel Cardolan e nel Rhudaur.
Vi furono quindici re nell'Arthedain dopo la scissione dell'Arnor: il primo fu Amlaith di Fornost, primogenito di Eärendur, che si spartì il regno con i fratelli minori Thorondur e Aldarion.
Vi furono molte lotte tra i tre regni: la disputa principale riguardava la fortezza di Amon Sûl, sede di un Palantír e per questo molto ambita. Ma il pericolo principale per l'Arthedain veniva dalle terre oltre gli Erenbrulli: intorno al 1330 il Re Stregone di Angmar, signore dei Nazgûl, lanciò la guerra contro i Dúnedain. Quando re Argeleb, estintasi la Casa di Isildur negli altri due reami, si proclamò signore di tutto Arnor, il Rhudaur si oppose: questo perché vi comandava un segreto alleato di Angmar; ma quando l'Arthedain invase il Rhudaur, il Re Stregone di Angmar giunse dal nord e uccise il re. Il figlio di questi, Arveleg, tenne la frontiera lungo le Colline Vento con l'aiuto del Cardolan e degli Elfi, ma nel 1409 il Re Stregone espugnò Amon Sûl e invase il Cardolan.
In seguito ci fu un periodo di tregua in cui gli Elfi attaccarono la fortezza di Angmar Carn Dûm. Nel 1940, però, il Re Stregone invase l'Arthedain e prese Fornost mentre i Dúnedain si ritirarono oltre il Lhûn. In seguito Arvedui, l'ultimo re, morì in mare e con lui finì il regno dell'Arthedain. Gondor intervenne ma arrivò troppo tardi per salvare il nord: il re Eärnur, figlio di Eärnil, sconfisse l'esercito di Angmar, forte di centomila uomini; il Re Stregone si ritirò verso nord ma alle sue spalle arrivarono gli Elfi dell'Eriador e di Lórien comandati da Glorfindel. Allora la disfatta di Angmar fu completa e il Re Stregone, furioso, si scagliò su Eärnur, il cui cavallo fuggì per il terrore, trascinandolo via. Il Re Stregone rise ma l'arrivo di Glorfindel lo fece fuggire nell'ombra. Solo dopo si capì che era il Re Stregone di Angmar.
Di tutte le tre regioni, l'Arthedain è quello che mantenne più intatti usi, costumi e manufatti della terra di Númenor, i cui originari abitanti, i Dúnedain, raggiunsero la Terra di Mezzo dopo la scomparsa del loro regno natìo.
Nell'Arthedain inoltre, anche dopo la caduta del regno, i Dunedain rimasero la maggioranza della popolazione.

### Cardolan
Venne creata, assieme alle altre due regioni di questo regno (l'Arthedain e il Rhudaur) dopo la morte del decimo re di Arnor, Eärendur, i cui figli si spartirono in questo modo il territorio.
Al secondogenito toccò appunto il territorio del Cardolan, del quale divenne il primo re; lo stato comprendeva la regione del Minhiriath e il territorio che andava dagli Emyn Vorn fino alla Grande Via Est.
Sebbene il sovrano scelse di insediarsi nella cittadella di Minas Girithlin, la capitale del regno non fu mai stabile; in seguito anche Minas Malloth ospità la corte reale.
La città di Tharbad inoltre fu il maggior centro di commerci e crocevia di tutto l'Eriador.
Situato nella parte più a sud del vecchio reame, il Cardolan divenne alleato dell'Arthedain durante la guerra contro Angmar e il suo potente e malvagio sovrano, il Re Stregone.
Nel Cardolan i Dunedain costituivano la maggioranza della popolazione (anche se in realtà i Dúnedain del Cardolan erano per lo più di discendenza mista númenóreana e cardolaniana, essendo gli indigeni del Cardolan affini ai numenoreani stessi, in quanto discendenti di quelli della Casa di Hador che mai avevano varcato gli Ered Luin o che ne erano ritornati indietro), così come nell'Arthedain,e vi sorgevano numerose roccaforti e città fortificate.
Il regno raggiunse l'apice della propria ricchezza intorno al dodicesimo secolo della Terza Era, quando fu introdotta la pastorizia di ovini in larga scala, usanza che peraltro si è mantenuta in quei territori anche molti secoli dopo la caduta del regno. Sotto i re della Casa di Isildur nel dodicesimo secolo, Tharbad prospererà come centro di scambi commerciali e di artigianato.
In questi anni il Cardolan annetterà anche parte delle regioni meridionali di Rhudaur. Successivamente il regno decadrà rapidamente fino alla frammentazione del potere regio e alla scomparsa dei Númenóreani di quelle regioni.
La Casa di Isildur vi si mantenne salda per oltre 450 anni dopo la scissione. Nel 1332, dopo la morte dell'ultimo della Casa di Isildur, il nuovo Re del Cardolan accettò la federazione di ciò che restava del reame con l'Arthedain, pur mantenendo il titolo formale di Principe del Cardolan.
La maggior parte del territorio del Cardolan venne distrutto durante le guerre con il Rhudaur e Angmar, e i suoi abitanti vennero decimati dalla Grande Peste, rendendo il Cardolan un territorio scarsamente popolato e facendo cadere in rovina le città dei Dúnedain; La regione ne risultò quasi del tutto spopolata, tranne che per alcuni villaggi Dúnedain sulle coste del mare.
Dopo la scomparsa dell'Arthedain, numerose creature malefiche giunsero nel Cardolan da Angmar e dal Rhudaur, diffondendo la loro malvagità e corrompendo le anime di alcuni abitanti; gli Spettri dei Tumuli, per esempio, erano potenti esseri né morti né vivi, un tempo nobili Dúnedain di queste terre, che divennero spettri malvagi al servizio del Re Stregone, pur restando legati ai loro vecchi luoghi di sepoltura (i cosiddetti Tumulilande).
Pare che quello incontrato dagli Hobbit durante il loro viaggio verso Brea fosse lo spirito di uno degli ultimi nobili Dúnedain del Cardolan, forse di re Minalcar stesso.

### Rhudaur
È uno dei tre regni a sorgere dalla scissione del reame di Arnor, insieme all'Arthedain e  Cardolan, precisamente il territorio assegnato al principe Aldarion, terzogenito di Eärendur, che divenne appunto il primo re del Rhudaur.
Il nome Rhudaur viene dalla lingua Sindarin, e significa "foreste orientali", poiché il Rhudaur era il più orientale dei tre regni nell'Eriador. La parola significa anche foresta oscura, ed è probabilmente con tale significato che la regione divenne nota dopo l'estinzione della Casa di Isildur. Si estendeva dalle Colline Vento e dagli Erenbrulli fino al fiume Bruinen. Confinava con il Cardolan lungo la Grande Via Est, e con l'Arthedain lungo la linea delle Colline Vento.
La capitale del regno fu la città fortificata di Cameth Brin, situata sul fiume Mitheithel.
Anche la terra tra i fiumi Mitheitel e Bruinen era considerata parte del Rhudaur. Veniva chiamata l'Angolo, e fu lì che i primi Hobbit Sturoi si stabilirono nell'Eriador, intorno al 1150 della Terza Era. Tuttavia, a causa della crescente ostilità di Angmar, gli Sturoi abbandonarono la regione intorno al 1356 T.E., alcuni spostandosi ad ovest nella Contea, e altri tornando indietro nelle Terre Selvagge.
I Dúnedain del Rhudaur erano sempre stati una piccolissima minoranza della popolazione, ed anche gli altri uomini indigeni che abitavano nel regno (che a differenza degli eriadoriani indigeni dell'Arthedain e del Cardolan, non erano parenti dei numenoreani) furono sempre insofferenti verso il governo di Annúminas. Fin dalla nascita, il Rhudaur fu ostile agli altri due stati successori di Arnor, ed ebbe un'aspra contesa con l'Arthedain per la torre di Amon Sûl e il palantír in essa custodito.
Subì anche una devastante invasione da parte del Cardolan, dalla quale il Rhudaur uscì in crisi profonda e nettamente impoverito.
La Casa di Isildur ebbe sempre un potere traballante e contestato, oltre che dai nemici esterni, anche dalle potenti famiglie nobili del regno stesso, potere che si dissolse quasi completamente dopo pochissimi secoli.
Fu infatti il primo dei tre regni nei quali la casata prima perse il potere e poi si estinse, anche se non è noto se ciò avvenne per la mancanza di eredi o, come è più probabile, a causa di congiure interne.
Negli anni, i più numerosi uomini delle colline iniziarono a dominare sui Dúnedain del Rhudaur: questi vennero uccisi o scacciati nel Cardolan o ne'Arthedain. Nel frattempo i Númenóreani avevano quasi completamente abbandonato la regione, così come molti degli altri abitanti. Nel 1356 T.E. gli Uomini delle Colline uccisero in battaglia l'Alto Re Argeleb dell'Arthedain; gli Sturoi (temendo Angmar) scapparono a sud nel Dunland, o ad est, oltre le montagne, nella Valle dell'Anduin. Angmar annesse il regno nel 1409 T.E.
La Grande Epidemia del 1636 T.E. devastò l'Eriador. Questo frenò l'avanzata di Angmar per 300 anni, dato che né il Rhudaur né Angmar furono risparmiati. Ma il colpo più violento fu sferrato nel 1975 T.E. l'Arthedain e il Cardolan erano stati sconfitti l'anno precedente dagli eserciti uniti del Rhudaur e del Re Stregone, ma questi furono a loro volta spazzati via dagli eserciti di Gondor e del Lindon. Il Re Stregone scappò a nord, e gli uomini delle colline sparirono dai racconti della Terra di Mezzo. Al sud, verso la Grande Via Est, il Rhudaur divenne una zona di Troll, e i viaggiatori lungo la Via affrettavano il loro cammino per evitarli.
Ci sono prove che dopo la caduta di Angmar nella battaglia di Fornost l'Angolo divenne territorio dei Dúnedain rhudauriani superstiti, e i Raminghi del Nord stabilirono parecchi villaggi nella zona, dove il loro popolo visse fino alla restaurazione del regno del nord da parte di Re Elessar alla fine della Terza Era. Ma il Rhudaur settentrionale rimase una terra selvaggia e pericolosa per il resto di quella Era: Arador nonno di Aragorn della Grigia Compagnia fu ucciso da troll delle colline nel 2930 T.E., e suo figlio Arathorn II cadde in battaglia contro gli orchi nel 2933 T.E. E nel 2941 T.E., dei troll catturarono la compagnia di Thorin.

## La fine di Arthedain: i Capitani dei Dúnedain ed i Raminghi
Dopo la morte del re Arvedui e la caduta del regno dell'Arthedain, la linea ereditaria dei regnanti di Arnor continua ad esistere nei capi dei Dúnedain e quando si estingue il ramo genealogico dei regnanti di Gondor i capi dei Dúnedain del Nord diventano i soli portatori del sangue di Elendil. Da questa linea discende Aragorn che tornerà ad assumere il titolo di re di Arnor quando salendo sul trono di Gondor unificherà il regno del Nord e del Sud come non era mai successo dai tempi di Elendil. Nel regno di Arnor continua a mantenere una sua autonomia la Contea che riconosce il potere del re ma non può essere percorsa da uomini e a questa legge si sottopone anche il re Elessar che per andare a trovare i suoi amici hobbit si limita ad aspettarli ai confini della Contea.